# Tiên Hoàng
Tiên Hoàng là một xã thuộc huyện Đạ Huoai, tỉnh Lâm Đồng, Việt Nam.

## Địa lý
Xã Tiên Hoàng có diện tích 53,45 km², dân số năm 2022 là 3.234 người, mật độ dân số đạt 60 người/km².

## Hành chính
Xã Tiên Hoàng được chia thành 5 thôn: 2, 3, 4, 5, 6.

## Lịch sử
Ngày 6 tháng 6 năm 1986, Hội đồng Bộ trưởng ban hành:
- Quyết định số 67-HĐBT[1] về việc thành lập xã Tiên Hoàng thuộc huyện Đạ Huoai trên cơ sở 6.280 hécta đất và 2.050 nhân khẩu của xã Đồng Nai cũ.
- Quyết định số 68-HĐBT[4] về việc chuyển xã Tiên Hoàng thuộc huyện Đạ Huoai về huyện Cát Tiên mới thành lập quản lý.

Ngày 31 tháng 12 năm 2002, Chính phủ ban hành Nghị định số 112/2002/NĐ-CP về việc thành lập xã Đồng Nai Thượng trên cơ sở 9.395 ha diện tích tự nhiên và 2.429 nhân khẩu của xã Tiên Hoàng.
Sau khi điều chỉnh địa giới hành chính, xã Tiên Hoàng còn lại 5.022,91 ha diện tích tự nhiên và 2.726 nhân khẩu.
Ngày 21 tháng 1 năm 2020, HĐND tỉnh Lâm Đồng ban hành Nghị quyết số 166/NQ-HĐND về việc sáp nhập Thôn 1 vào Thôn 2.
Ngày 24 tháng 10 năm 2024, Ủy ban Thường vụ Quốc hội ban hành Nghị quyết số 1245/NQ-UBTVQH15 về việc sắp xếp đơn vị hành chính cấp huyện, cấp xã của tỉnh Lâm Đồng giai đoạn 2023 – 2025 (nghị quyết có hiệu lực từ ngày 1 tháng 12 năm 2024). Theo đó, sáp nhập xã Tiên Hoàng thuộc huyện Cát Tiên vào huyện Đạ Huoai.